# Herrnfehlburg
Herrnfehlburg ist eine ehemalige Gemeinde und heute ein Gemeindeteil der Gemeinde Rattiszell im niederbayerischen Landkreis Straubing-Bogen.

## Lage
Das Kirchdorf liegt auf freier Flur, knapp 1,5 km nordöstlich von Rattiszell an der Kreisstraße SR 13.

## Geschichte
Die Ortsgründung erfolgte im 12. Jahrhundert durch die Velberger. Das Schloss Herrnfehlburg bestimmt noch heute das Ortsbild.
Die gut hundert Hektar große Gemeinde Herrnfehlburg im Landkreis Bogen, zuletzt bestehend aus dem Hauptort und den Weilern Oberweinberg und Unterweinberg, wurde 1927 aufgelöst und in die Gemeinde Rattiszell eingegliedert. Ursprünglich hatten noch zwei weitere Orte zur Gemeinde gehört, die abgebrochene Einöde Neumühl und Ziegelhütte.

## Einwohnerentwicklung
| Jahr                             | 1840 | 1867 | 1871 | 1885 | 1900 | 1925 | 1950 | 1961 | 1970 | 1987 |
| -------------------------------- | ---- | ---- | ---- | ---- | ---- | ---- | ---- | ---- | ---- | ---- |
| Einwohner Gemeinde Herrnfehlburg | 132  | 151  | 132  | 144  | 135  | 138  |      |      |      |      |
| Einwohner Dorf Herrnfehlburg     |      |      | 110  | 104  | 101  | 94   | 84   | 74   | 60   | 51   |